# Il mistero di Ragnarok
Il mistero di Ragnarok (Gåten Ragnarok) è un film del 2013 diretto da Mikkel Brænne Sandemose; è una pellicola d'avventura e fantasy norvegese sul mito norreno di Ragnarǫk.

## Trama
L'archeologo Sigurd Svenson, vedovo con due figli e studioso dei Vichinghi, dopo anni di ricerche, non riesce a far confermare i finanziamenti al museo dove lavora, per non essere riuscito a trovare le prove delle proprie teorie sui ritrovamenti archeologici.
Una sera il suo collaboratore Allan gli porta a casa una pietra con iscrizioni runiche. Sulla base dei messaggi letti sul reperto, Sigurd decide di effettuare una spedizione nel Finnmark, al confine tra Norvegia e Russia, con Allan, oltre ai suoi due figli. All'aeroporto trova Elisabeth, che sarà parte portante della spedizione, e Leif, una guida senza scrupoli.
Scopriranno che le iscrizioni non riguardavano un tesoro, ma un altro tipo di segreto, un gigantesco serpente primitivo sopravvissuto nei secoli che inutilmente una tribù nordica aveva cercato di uccidere.

## Riconoscimenti
- 2013 – Kosmorama, Trondheim Internasjonale Filmfestival
  - Miglior suono
- 2014 – Premio Amanda
  - Migliori effetti visivi[1][2]